# Älten (Ronneby socken, Blekinge)
Älten är en sjö i Ronneby kommun i Blekinge och ingår i Ronnebyåns huvudavrinningsområde. Sjön är 16 meter djup, har en yta på 0,261 kvadratkilometer och befinner sig 66,5 meter över havet. Sjön avvattnas av vattendraget Ältabäcken.

## Delavrinningsområde
Älten ingår i det delavrinningsområde (624663-146785) som SMHI kallar för Mynnar i Mållebäcken. Medelhöjden är 87 meter över havet och ytan är 8,66 kvadratkilometer. Det finns ett avrinningsområde uppströms, och räknas det in blir den ackumulerade arean 11,01 kvadratkilometer. Ältabäcken som avvattnar avrinningsområdet har biflödesordning 3, vilket innebär att vattnet flödar genom totalt 3 vattendrag innan det når havet efter 21 kilometer. Avrinningsområdet består mestadels av skog (76 %) och jordbruk (10 %). Avrinningsområdet har 0,42 kvadratkilometer vattenytor vilket ger det en sjöprocent på 4,8 %.